# Эремокринум
Эремокринум (лат. Eremocrinum) — монотипный род однодольных растений семейства Спаржевые (Asparagaceae), включающий вид Эремокринум белоокаймлённый (лат. Eremocrinum albomarginatum (M.E.Jones) M.E.Jones). Выделен американским ботаником Маркусом Юджином Джоунсом в 1893 году.

## Распространение
Единственный вид является эндемиком юго-запада США, известен от юго-востока Юты до северо-востока Аризоны.

## Общая характеристика
Многолетние травянистые растения, гемикриптофиты либо клубневые геофиты.
Корневище короткое, вертикальное, мясистое.
Листья прикорневые, линейные по 8—12 на растении.
Соцветие кистевидное, терминальное, плотное. Цветки шестилепестковые, эффектные, без запаха.
Плод — трёхлопастная шаровидная коробочка, несёт 4—12 чёрных угловатых семян.